# 2005年2月逝世人物列表
2005年逝世人物列表：1月 - 2月 - 3月 - 4月 - 5月 - 6月 - 7月 - 8月 - 9月 - 10月 - 11月 - 12月
2005年2月逝世人物列表，是用于汇总2005年2月期间逝世人物的列表。

## 依日期排序

### 1日
- 約翰·貝內特（John D. Bennett），93歲，美國政治家和法官。
- 愛德華·弗雷斯（Edward D. Freis），92歲，美國醫生。[1]
- 98歲的奧地利登山家安德列亞斯·赫克邁爾（Andreas Heckmair）首次登上了艾格峰北面。[2]
- 佛朗哥·曼尼諾，80歲，義大利電影和古典作曲家。[3]
- 約翰·弗農（John Vernon），72歲，加拿大裔美國演員（《動物之家》《肮髒的哈利》《亡命之徒喬西·威爾士》），手術併發症。[4]
- 理查·沃爾夫森（Richard Wolfson），49歲，英國音樂家和記者，主動脈瘤。

### 2日
- Birgitte Federspiel，79歲，丹麥女演員（《巴貝特的盛宴》）。[5]
- 李炯基，72歲，韓國詩人。
- Svein Kvia，57歲，挪威足球運動員，腦癌。[6]
- 戈弗雷多·隆巴多，84歲，義大利電影製片人。[7]
- 馬戈梅德·奧馬羅夫，俄羅斯政治家，達吉斯坦內政部副部長，兇殺案。[8]
- 馬克斯·施梅林，99歲，德國世界重量級拳擊冠軍。[9]
- 伊馮娜·謝爾曼（Yvonne Sherman），74歲，美國奧運花樣滑冰運動員。[10]
- Jerzy Wojnar，74歲，波蘭飛行員和奧運會雪橇運動員。[11]
- 愛德華·梅特蘭·賴特，98歲，英國數學家。

### 3日
- 科拉多·巴菲爾，101歲，義大利紅衣主教。[12]
- 雷蒙德·勞倫特（Raymond Laurent），87歲，比利時爬蟲學家。
- Karl Linn，81歲，美國景觀設計師和心理學家。[13]
- 安德列亞斯·馬克裡斯，74歲，希臘裔美國作曲家和小提琴家。
- 恩斯特·瓦尔特·迈尔（Ernst Mayr），100歲，德裔美國進化生物學家。[14]
- 詹姆斯·派翠克·薩頓，89歲，美國政治家，美國田納西州眾議員（1949-1955）。[15]
- Zurab Zhvania，41歲，喬治亞政治家，喬治亞總理（2004-2005年），一氧化碳中毒。

### 4日
- 奧西·大衛斯（Ossie Davis），87歲，美國演員（《做正確的事》《晚霞》《客戶》）和活動家。[16]
- 阿爾菲奧·豐塔納，72歲，義大利足球運動員。[17]
- 埃利亞·弗羅西奧（Elia Frosio），92歲，義大利自行車手。
- 斯蒂芬·格雷格（Stephen R. Gregg），90歲，美國陸軍士兵，榮譽勳章獲得者。[18]
- 彼得·海涅，76歲，南非板球運動員。[19]
- 達納斯·波茲尼亞卡斯，65歲，立陶宛業餘輕重量級拳擊手和奧運會冠軍。[20]
- 路易士·桑切斯（Luis Sánchez），51歲，委內瑞拉職業棒球大聯盟球員（阿納海姆洛杉磯天使隊）。[21]

### 5日
- 鲍勃·布兰纳姆（Bob Brannum），79歲，美國籃球運動員，胰腺癌。[22]
- 讓-查理斯·坎廷（Jean-Charles Cantin），86歲，加拿大政治家。
- 纳辛贝·埃亚德马，67歲，多哥政治家，多哥總統（1967-2005），心臟病發作。[23]
- 傑拉德·格萊斯特（Gerard Glaister），89歲，英國電視製片人和導演。[24]
- Veikko Helle，93歲，美國政治家。
- Günter Reimann，100歲，德國經濟學家。[25]
- Henri Rochon，80歲，加拿大網球運動員。
- 米哈琳娜·維斯沃卡（Michalina Wisłocka），84歲，波蘭性學家。

### 6日
- 邁克爾·亞當斯（Michael Adams），85歲，英國記者。[26]
- 比利·貝克（Billy Baker），84歲，威爾士足球運動員。[27]
- 拉扎爾·伯曼，74歲，俄羅斯古典鋼琴家。[28]
- Elbert N. Carvel，94歲，美國政治家，特拉華州州長。
- 阿杜·塞爾索（Adu Celso），59歲，巴西摩托車公路賽車手，心臟病發作。
- 休伯特·庫里安（Hubert Curien），80歲，法國研究員，歐洲航太局第一任局長。[29]
- 亞歷杭德羅·戈麥斯（AlejandroGómez），96歲，阿根廷教育家和律師，中風。
- 卡爾·哈斯（Karl Haas），91歲，美國古典音樂廣播節目主持人。[30]
- Merle Kilgore，70歲，美國鄉村音樂經理和詞曲作者，心力衰竭。[31]
- 皆川睦夫，69歲，日本棒球投手。[32]

### 7日
- Laurie Aarons，87歲，澳大利亞政治家。
- 阿特利·達姆，72歲，法羅群島政治家，法羅群島總理（1991-1993）。
- 列昂尼德·吉森，73歲，俄羅斯賽艇運動員和奧運獎牌得主。[33]
- 鄧尼斯·麥考德（Dennis McCord），52歲，加拿大冰球運動員（溫哥華加人隊）。[34]
- V. C. Pande，72歲，印度政治人物，前三個邦的州長。
- 約翰·派特森（John Patterson），64歲，美國電視導演（《黑道家族》、《希爾街藍調》、《普羅維登斯》），前列腺癌。[35]
- Paul Rebeyrolle，78歲，法國畫家。[36]
- 瑪德琳·雷貝里奧（Madeleine Rebérioux），84歲，法國歷史學家。[37]
- 納拉揚·桑亞爾（Narayan Sanyal），80歲，印度現代孟加拉文學作家。[38]
- 傑里米·斯旺（Jeremy Swan），82歲，愛爾蘭心臟病專家，肺動脈導管的共同發明者，心臟病發作。[39]
- 鮑勃·特納（Bob Turner），71歲，加拿大冰球運動員（蒙特利爾加拿大人隊，芝加哥黑鷹隊）。[40]
- 茲德拉夫科·維利米羅維奇，74歲，南斯拉夫電影導演和編劇。[41]

### 8日
- 吉尔多·阿雷纳，83歲，義大利水球運動員、游泳運動員和奧運冠軍。[42]
- 邁克·畢曉普，46歲，美國棒球運動員。[43]
- Germund Dahlquist，80歲，瑞典數學家。
- 愛德華·達德利（Edward R. Dudley），93歲，美國外交官。[44]
- 赫爾穆特·埃德爾（Helmut Eder），88歲，奧地利作曲家。[45]
- 派克·霍爾（Parker Hall），88歲，美國橄欖球運動員。[46]
- 喬治·赫爾曼（George Herman），85歲，美國記者，哥倫比亞廣播公司（CBS）《面對國家》（Face the Nation）節目主持人15年。[47]
- Keith Knudsen，56歲，美國搖滾樂隊Doobie Brothers鼓手，肺炎。
- 加斯頓·拉希爾（Gaston Rahier），58歲，比利時125cc越野摩托車世界冠軍（1975-1977），癌症。[48]
- 吉米·史密斯（Jimmy Smith），76歲，美國爵士管風琴家。[49]
- 哈威爾·圖塞爾，59歲，西班牙歷史學家、作家和政治家，白血病。[50]

### 9日
- 蒂姆·佈雷斯林（Tim Breslin），37歲，美國冰球運動員，闌尾癌。
- 泰隆·大衛斯（Tyrone Davis），66歲，美國R&B歌手（Turn Back The Hands Of Time），中風併發症。[51]
- 罗伯特·卡恩斯（Robert Kearns），77歲，美國間歇式擋風玻璃雨刷器的發明者，腦癌。[52]
- 賴莎·基裡琴科，61歲，烏克蘭女中音歌唱家，心血管疾病。
- 理查·盧皮諾，75歲，美國演員，戲劇盧皮諾家族成員，淋巴瘤。[53]
- 弗蘭克·馬瑟斯（Frank Mathers），80歲，加拿大冰球運動員（多倫多楓葉隊，好時熊隊）。[54]
- 凱特·佩頓（Kate Peyton），39歲，英國BBC製片人，在索馬里摩加迪休拍攝。[55]
- 西爾維亞·拉斐爾（Sylvia Rafael），67歲，南非出生的以色列摩薩德特工，被判犯有1973年利勒哈默爾謀殺案，白血病。
- 約瑟夫·拉塞爾伯格（Josef Rasselnberg），92歲，德國足球運動員和教練。[56]

### 10日
- 亨伯特·巴爾桑（Humbert Balsan），50歲，法國電影製片人，自殺。[57]
- 大衛·艾倫·布羅姆利（David Allan Bromley），79歲，加拿大裔美國物理學家，總統顧問。[58]
- 讓·凱羅爾（Jean Cayrol），93歲，法國作家。[59]
- 皮埃爾·謝瓦利埃（Pierre Chevalier），89歲，法國電影導演和編劇。
- 戴夫·古德曼（Dave Goodman），53歲，英國音樂製作人，心臟病發作。
- 本·鐘斯，80歲，格林納達政治家，總理（1989-1990）。
- 伊戈爾·列多戈羅夫（Igor Ledogorov），72歲，蘇聯和俄羅斯演員，癌症。[60]
- 亞瑟·米勒，89歲，美國劇作家（《推銷員之死》《橋上的風景》《坩埚》《充血性心力衰竭》。[61]
- 弗雷德里克·莫特（Frederick W. Mote），82歲，美國漢學家。[62]
- 弗里茨·舒爾德（Fritz Scholder），67歲，美國原住民藝術家。[63]
- 傑克·西格爾，86歲，美國鋼琴家和作曲家。

### 11日
- 撒母耳·奧爾德森（Samuel W. Alderson），90歲，美國碰撞測試假人發明者。[64]
- 傑克·查克（Jack L. Chalker），60歲，美國科幻作家，腎衰竭。[65]
- Raymond Hermantier，81歲，法國演員。[66]
- 玛丽·杰克逊（Mary Jackson），83歲，美國數學家和航空航天工程師，美國宇航局第一位黑人女工程師。[67]
- 弗拉基米尔·科捷利尼科夫（Vladimir Kotelnikov），96歲，蘇聯資訊論和雷達天文學先驅。[68]
- Dénes Kovács，74歲，匈牙利古典小提琴家和學術教師。[69]
- 伊娃·馬格尼（Eva Magni），98歲，義大利舞臺和電影女演員。[70]
- 米拉·米斯利科娃，71歲，捷克女演員和作家，中風。[71]
- 斯坦·理查茲（Stan Richards），74歲，英國演員（Emmerdale），肺氣腫。

### 12日
- 阿奇·巴特沃斯（Archie Butterworth），92歲，英國賽車手和設計師。
- 布萊恩·凱利（Brian Kelly），72歲，美國演員，肺炎。[72]
- 詹姆斯·麦克卢尔，88歲，美國國際乒乓球運動員。
- Monem Munna，38歲，孟加拉國足球運動員，腎病。
- 薩米·史密斯（Sammi Smith），61歲，美國鄉村音樂歌手，（Help Me Make It Through the Night），肺氣腫。[73]
- 多蘿西·斯唐（Dorothy Stang），74歲，美國修女，在巴西阿納普被謀殺。[74]
- Marinus van der Goes van Naters，104歲，荷蘭政治家。[75]
- 拉斐爾·維達爾（Rafael Vidal），41歲，委內瑞拉奧運獎牌得主，車禍。[76]

### 13日
- 薩米尼尼·阿魯拉帕（Saminini Arulappa），80歲，印度羅馬天主教大主教。
- 哈裡·貝爾德（Harry Baird），73歲，圭亞那出生的英國演員，癌症。
- 納爾遜·布里爾斯（Nelson Briles），61歲，美國棒球運動員，心臟病發作。[77]
- Sixten Ehrling，86歲，瑞典指揮。[78]
- 瑪麗·哈拉倫（Mary Hallaren），97歲，美國士兵，第一位加入美國陸軍的女性。[79]
- 盧西亞修女，97歲，葡萄牙修女，1917年法蒂瑪幻影的三個牧羊人孩子的最後一名倖存者。[80]
- 莫里斯·特兰蒂尼昂，87歲，法國賽車手，兩次獲得摩納哥大獎賽冠軍。[81]
- 迪克·韋伯，75歲，美國職業投球手，彼特·韋伯的父親，呼吸衰竭。[82]
- 彼得·懷特，69歲，澳大利亞政治家。

### 14日
- 羅恩·伯吉斯（Ron Burgess），87歲，威爾士足球運動員，效力於托特納姆熱刺和威爾士。[83]
- 索尼婭·多曼，81歲，美國科幻作家和詩人。[84]
- Thabet El-Batal，51歲，埃及守門員協會足球守門員，癌症。
- 维克·埃默里，84歲，澳大利亞板球運動員。[85]
- 拉菲克·哈里里，60歲，黎巴嫩商業大亨和政治家，兩屆黎巴嫩總理，汽車炸彈。[86]
- 阿爾伯特·哈裡斯（Albert Harris），89歲，英國音樂家。[87]
- Aubelin Jolicoeur，81歲，海地記者和專欄作家。
- 維迪亞·尼瓦斯·米什拉（Vidya Niwas Mishra），79歲，印度學者，印地語-梵語文學家，交通事故記者。[88]
- 奧托·普拉施克斯（Otto Plaschkes），75歲，英國電影製片人（Georgy Girl）。[89]
- Pauli Toivonen，75歲，芬蘭拉力賽車手。
- 亨利·沃爾夫，79歲，奧地利裔美國平面設計師、攝影師和藝術總監。[90]

### 15日
- 卡洛·圖利奧·阿爾坦，88歲，義大利人類學家和社會學家。[91]
- 皮埃爾·巴切萊特（Pierre Bachelet），60歲，法國歌手，肺癌。[92]
- 馬克·艾羅（Marc Eyraud），80歲，法國電影演員。[93]
- 撒母耳·法蘭西斯（Samuel T. Francis），57歲，美國白人至上主義作家，主動脈瘤。[94]
- Dudu Geva，54歲，以色列藝術家、作家、漫畫家和插畫家，心臟病發作。[95]
- 理查·葛籣伯格，80歲，英國歷史學家。
- 大衛·利奇（David Leach），93歲，英國陶藝家。[96]
- 尤里·莫羅佐夫，70歲，蘇聯足球運動員和教練。
- 鮑勃·謝弗（Bob Schafer），71歲，美國籃球運動員。[97]

### 16日
- 迈克尔·艾克曼（Michael Aikman），71歲，澳大利亞賽艇運動員。[98]
- 妮可·德赫夫（Nicole DeHuff），30歲，美國女演員（《拜見父母》《零號嫌疑人》《犯罪現場調查：邁阿密》），肺炎。[99]
- 納里曼·薩德克（Nariman Sadeq），70歲，埃及王后，法魯克國王的前妻，腦出血。
- 馬塞洛·維奧蒂（Marcello Viotti），50歲，義大利指揮家，中風。[100]
- 汉斯·冯·布利克森-菲内克（Hans von Blixen-Finecke），88歲，瑞典陸軍軍官，奧林匹克馬術運動員。
- 比爾·波茨（Bill Potts），76歲，美國爵士鋼琴家和編曲家，心臟驟停。[101]
- 格裡·沃爾夫（Gerry Wolff），84歲，德國演員。[102]

### 17日
- F.M.巴斯比，83歲，美國科幻作家。[103]
- Jens Martin Knudsen，74歲，丹麥天體物理學家。
- 塞薩爾·馬塞拉克（César Marcelak），92歲，法國自行車冠軍。[104]
- 米奥德拉格·尼科利奇，66歲，塞爾維亞籃球運動員和教練。[105]
- 丹·奧赫利希（Dan O'Herlihy），85歲，愛爾蘭演員（《機械戰警》、《魯濱遜漂流記》、《安全失敗》）。[106]
- 奧瑪律·西沃里（Omar Sívori），69歲，阿根廷和義大利足球運動員，胰腺癌。[107]

### 18日
- 博納爾·貝恩，82歲，加拿大演員，演員康拉德·貝恩的雙胞胎兄弟。
- 烏利·德里克森（Uli Derickson），60歲，德裔美國航空公司空姐，1985年劫機案的主角，癌症。.[108]
- 瑪麗安·卡米爾·齊瓦諾夫斯基（Marian Kamil Dziewanowski），91歲，波蘭裔美國歷史學家。[109]
- 瑪爾塔·弗洛雷斯，92歲，西班牙女演員。[110]
- 阿蒂利奧·喬瓦尼尼，80歲，義大利足球運動員。[111]
- 格雷格·基霍（Greg Kehoe），87歲，澳大利亞政治家。
- 格溫多林·奈特，91歲，美國藝術家。[112]
- 林百欣，90歲，香港實業家。
- 哈拉爾德·斯澤曼（Harald Szeemann），71歲，瑞士策展人和藝術史學家。[113]

### 19日
- 李葆华，95歲，中國政治家。
- 辉瑾，85歲，越南詩人。
- 岡本喜八，81歲，日本電影導演，食道癌。[114]
- 彼得·普賴爾（Peter Pryor），74歲，澳大利亞奧運自行車運動員。[115]
- 苗天，79歲，中國電影演員，淋巴瘤。[116]

### 20日
- 雅克·普隆卡德·達薩克（Jacques Ploncard d'Assac），94歲，法國作家、記者和政治活動家。[117]
- 帕姆·布里克爾（Pam Bricker），50歲，美國爵士樂歌手和音樂教授，自殺。[118]
- 桑德拉·迪（Sandra Dee），62歲，美國女演員（《Gidget》、《模仿生活》、《直到他們航行》）、腎衰竭和肺炎。[119]
- 约瑟夫·霍莱切克，84歲，捷克斯洛伐克短距離皮划艇運動員，奧運會冠軍。[120]
- Dalene Matthee，67歲，南非荷蘭語作家，心力衰竭。[121]
- 雷蒙德·姆拉巴（Raymond Mhlaba），85歲，南非政治領袖，東開普省第一任總理，肝癌。[122]
- 約翰·雷特，88歲，美國經典百老匯明星，邦妮·雷特（Bonnie Raitt）的父親，肺炎。[123]
- 亨特·湯普森（Hunter S. Thompson），67歲，美國記者，自殺。[124]
- J·威廉姆斯，56歲，印度電影製片人、導演和攝影師。
- 吉米·楊（Jimmy Young），56歲，美國拳擊手，心力衰竭。

### 21日
- 茲齊斯瓦夫·貝克辛斯基（Zdzisław Beksiński），75歲，波蘭藝術家，兇殺案。[125]
- 阿拉·伯伯里安（Ara Berberian），74歲，美國貝斯手，與紐約市大都會歌劇院合作。[126]
- 熱拉爾·貝塞特（Gérard Bessette），84歲，加拿大作家和學者。
- 吳波，99歲，中國政治家。
- 霍斯特·德林達（Horst Drinda），77歲，德國演員。[127]
- 賈斯汀·豪斯（Justin Howes），41歲，英國印刷和刻字歷史學家。[128]
- 吉列爾莫·卡佈雷拉·因凡特（Guillermo Cabrera Infante），75歲，古巴小說家，散文家和編劇，敗血症。[129]
- 約瑟夫·梅特涅，89歲，德國歌劇男中音。[130]
- 吉恩·斯科特（Gene Scott），75歲，美國電視佈道家和作家，中風。[131]
- 唐·托爾赫斯特，75歲，澳大利亞奧運射擊運動員。[132]
- 歐內斯特·范迪夫，86歲，美國政治家，喬治亞州州長（1959-1963）。

### 22日
- 大衛·布拉德福德（David Bradford），66歲，美國經濟學家。[133]
- 里奧·布魯爾（Leo Brewer），85歲，美國物理化學家。[134]
- 姆拉登·德利奇，86歲，克羅埃西亞體育評論員。
- 李恩宙（이은주），24歲，韓國女演員，自殺。[135]
- 路易吉·朱薩尼（Luigi Giussani），82歲，義大利天主教神父，“聖餐與解放”天主教青年運動的創始人，帕金森病。[136]
- 本·霍夫曼，90歲，美國職業棒球大聯盟球員。[137]
- 倫佐·因貝尼，60歲，義大利政治家，博洛尼亞市長（1983-1993）。
- Kuntowijoyo，61歲，印尼作家，腦膜腦炎。
- 希斯·蘭伯茨（Heath Lamberts），63歲，加拿大演員，癌症。[138]
- Josette Rey-Debove，75歲，法國詞典編纂家和符號學家。[139]
- 馬里奧·裡奇（Mario Ricci），90歲，義大利自行車手。[140]
- 雷吉·羅比（Reggie Roby），43歲，美國橄欖球運動員，心臟病發作。[141]
- 哈裡·西蒙尼（Harry Simeone），94歲，美國音樂編曲家、指揮家和作曲家（《小鼓手男孩》）。[142]
- 西蒙娜·西蒙（Simone Simon），94歲，法國女演員。[143]

### 23日
- 何塞普·瑪麗亞·克魯克森特，委內瑞拉考古學家。[144]
- 湯姆·派特森（Tom Patterson），84歲，加拿大斯特拉特福音樂節的創始人。[145]
- Henk Zeevalking，82歲，荷蘭政治家，民主黨66歲的聯合創始人。[146]

### 24日
- 約翰·巴倫（John Barron），75歲，美國記者。[147]
- 約亨·布萊肯（Jochen Bleicken），78歲，德國古代歷史學家。[148]
- Thadée Cisowski，78歲，波蘭-法國足球運動員。[149]
- 薩姆納·傑拉德，88歲，美國政治家和外交官。[150]
- 戈爾迪·希爾，72歲，美國鄉村音樂歌手，癌症。
- 羅賓·詹金斯（Robin Jenkins），92歲，蘇格蘭小說家，《錐體採集者》和《弗格斯·拉蒙特》的作者。[151]
- CoşkunKırca，77歲，土耳其外交官、記者和政治家。
- 安德拉斯·科紮克（András Kozák），62歲，匈牙利電影演員，腦瘤。[152]
- 加琳娜·克雷夫特（Galina Kreft），54歲，蘇聯短距離皮划艇運動員，奧運冠軍。[153]
- 倫納德·米亞爾（Leonard Miall），90歲，英國BBC廣播員和管理員。
- 古斯塔沃·巴斯克斯·蒙特斯（Gustavo Vázquez Montes），42歲，墨西哥政治家，墨西哥科利馬州現任州長，航空事故。
- 休·尼布理（Hugh Nibley），94歲，美國歷史學家，專注於耶穌基督後期聖徒教會。[154]
- 格蘭莫·威廉姆斯，84歲，威爾士歷史學家。
- Hans-Jürgen Wischnewski，82歲，德國政治家和前內閣部長。

### 25日
- 阿卜杜勒卡里姆·阿迪薩，56歲，奈及利亞少將。
- 彼得·本南森（Peter Benenson），83歲，英國律師，國際特赦組織創始人，肺炎。[155]
- 伊恩·科爾庫洪（Ian Colquhoun），80歲，紐西蘭板球運動員。[156]
- 弗朗西斯·加奇托雷納（Francis E. Garchitorena），67歲，菲律賓律師和法官。
- 里奧·拉賓（Leo Labine），73歲，加拿大冰球運動員，癌症。[157]
- Don LeJohn，70歲，美國棒球運動員，前洛杉磯道奇隊三壘手。[158]
- Pappo，54歲，阿根廷藍調和搖滾吉他手和作曲家，交通事故。[159]
- 愛德華·帕滕（Edward Patten），66歲，美國靈魂歌手，Gladys Knight& the Pips成員，中風。
- Jean Prat，81歲，法國橄欖球聯盟足球運動員。[160]
- 阿特夫·塞德基，74歲，埃及政治家，總理（1986-1996）。
- 杉村升，56歲，日本電視和視頻遊戲作家。

### 26日
- 馬克斯·福克納，88歲，英國高爾夫球手。[161]
- 亨利·葛籣瓦爾德，82歲，奧地利裔美國記者、編輯和駐奧地利大使（1988-1990）。[162]
- Witness Mangwende，59歲，辛巴威政治家和外交官，外交部長（1981-1987年）。
- 保羅·莫法，89歲，義大利電影導演、製片人和編劇。[163]
- 傑夫·拉斯金（Jef Raskin），61歲，美國蘋果Macintosh的創造者，胰腺癌。[164]
- 皮埃爾·特拉博（Pierre Trabaud），82歲，法國電影演員。[165]
- 約翰尼·威廉姆斯，77歲，美式足球運動員。[166]

### 27日
- 哈魯納·阿布巴卡爾（Haruna Abubakar），52歲，奈及利亞律師和政治家。
- 詹姆斯·阿瓦蒂，92歲，美國插畫家。[167]
- 佛朗哥·布拉卡迪，67歲，義大利演員、作曲家、鋼琴家和單口喜劇演員。[168]
- 那須博之，53歲，日本電影導演。
- 小弗蘭克·文森特·奧爾蒂斯（Frank Vincent Ortiz， Jr.），78歲，美國外交官。
- Pukazhenthi，75歲，印度音樂電影導演。
- 艾倫·雷（Allan Rae），82歲，牙買加板球運動員。[169]
- 卡爾·塔塞夫（Carl Taseff），76歲，美國NFL橄欖球運動員和助理教練。[170]

### 28日
- 葉夫根尼·阿列克謝耶夫，85歲，蘇聯/俄羅斯籃球運動員和教練。
- 克裡斯·柯蒂斯（Chris Curtis），63歲，The Searchers的英國鼓手。[171]
- 理查·弗萊徹（Richard A. Fletcher），60歲，英國歷史學家，心臟病發作。[172]
- Giovanni Invernizzi，73歲，義大利足球運動員和教練。
- 马里奥·卢齐（Mario Luzi），90歲，義大利詩人。[173]
- 愛德華·斯特恩（Édouard Stern），50歲，法國銀行家，被謀殺。